# Cauayan City
Cauayan City (Filipino: Lungsod ng Cauayan) ist eine philippinische Component City in der Provinz Isabela, in der Verwaltungsregion II, Cagayan Valley. Sie hat 129.523 Einwohner (Zensus 1. August 2015), die in den 65 Barangays der Stadt leben. Sie wird als Gemeinde der dritten Einkommensklasse auf den Philippinen und als teilweise urbanisiert eingestuft. Der Name Cauayan bedeutet Bambus in der Sprache des Stammes der Gaddang, den ersten Siedlern in dem Gebiet.
Cauayan City liegt im Zentrum der Provinz, an den westlichen Ausläufern der Sierra Madre und am Ufer des Flusses Cagayan. Sie liegt 375 km nördlich von Manila und ist über den Marhalika Highway erreichbar. Sie verfügt über einen Flughafen, der von der Fluglinie Cebu Pacific viermal die Woche angeflogen wird. Ihre Nachbargemeinden sind Alicia und Angadanan im Süden, Benito Soliven im Osten, Cabatuan, Luna und San Mateo im Westen, Reina Mercedes im Norden.
Cauayan wurde 1740 am Ufer des Cagayan gegründet. Nach einer Reihe von Überschwemmungen wurde die Siedlung Anfang des 19. Jahrhunderts auf höher gelegenes Gebiet verlegt. Am 30. März 2001 wurde der Gemeinde von der Präsidentin Gloria Macapagal-Arroyo der Status einer Component City (Großstadt) verliehen.

## Baranggays
| - Alicaocao - Alinam - Amobocan - Andarayan - Baculod - Baringin Norte - Baringin Sur - Buena Suerte - Bugallon - Buyon - Cabaruan - Cabugao - Carabatan Chica - Carabatan Grande - Carabatan Punta - Carabatan Bacareno - Casalatan - San Pablo - Cassap Fuera - Catalina - Culalabat - Dabburab | - De Vera - Dianao - Disimuray - District I - District II - District III - Duminit - Faustino - Gagabutan - Gappal - Guayabal - Labinab - Linglingay - Mabantad - Maligaya - Manaoag - Marabulig I - Marabulig II - Minante I - Minante II - Nagcampegan - Naganacan | - Nagrumbuan - Nungnungan I - Nungnungan II - Pinoma - Rizal - Rogus - San Antonio - San Fermin - San Francisco - San Isidro - San Luis - Santa Luciana - Santa Maria - Sillawit - Sinippil - Tagaran - Turayong - Union - Villa Concepcion - Villa Luna - Villaflor |